# Gold Coast Hockey Centre
Le Gold Coast Hockey Centre est un stade de hockey à Gold Coast, en Australie. Le site a été rénové pour accueillir les événements de hockey masculin et féminin des Jeux du Commonwealth de 2018. Il a été réaménagé pour 16,5 millions de dollars et a été achevé en juin 2017. Il est situé au parc Keith Hunt au Labrador et abrite la Gold Coast Hockey Association et le Labrador Hockey Club,.